# Hande Soral
Hande Soral Demirci (İnegöl, 2 de febrero de 1987) es una actriz y modelo turca, conocida por interpretar el papel de Ümit Kahraman / Ayla Özden en la serie Bir Zamanlar Çukurova.

## Biografía
Hande Soral nació el 2 de febrero de 1987 en İnegöl, en la provincia de Bursa (Turquía), de madre Sebahat Soral y padre Hamdi Soral, ambos de origen albanés. Tiene un hermano llamado Bedirhan y una hermana llamada Bensu, también actriz.

## Carrera
Hande Soral estudió psicología en la Universidad Bilgi de Estambul. En 2007 hizo su primera aparición en el programa de televisión emitido en TV8 Komedi Dükkanı. De 2008 a 2011 aceptó interpretar el papel de Armağan Gezici, protagonista de la serie Küçük Kadınlar. En 2010 protagonizó la serie Gecekondu. En 2011 interpretó el papel de Figen en la serie Bir Günah Gibi. En 2012 y 2013 interpretó el papel de Ümran en la serie Alev Alev. En 2013 protagonizó el cortometraje Gizli Oturum dirigido por Merve Hüriyet. En 2013, interpretó el papel de Gevherhan en la miniserie Fatih.
En 2014 hizo su debut en la pantalla grande con el papel de Young Cennet en el drama Birleşen Gönüller dirigido por Hasan Kiraç, donde actuó junto a Serkan Şenalp. En el mismo año, protagonizó la serie Böyle Bitmesin (como Nilay) y Çalıkuşu (como Azelya). En 2014 y 2015, interpretó el papel de Fatma en la serie Yılanların Öcü. En el 2016 interpretó el papel de Leyla en la serie Kalbim Yangın Yeri.
En 2017 interpretó el papel de Zeynep Akbas en la serie Evlat Kokusu y el papel de Handan en la serie İsimsizler. En el mismo año interpretó el papel de Lale en la película Biz Size Döneriz dirigida por Doğa Can Anafarta. También en 2017 interpretó el papel de Esra en la película para televisión Tahin Pekmez dirigida por Taner Akvardar. Al año siguiente, 2018, interpretó el papel de Frida Kahlo en la obra de teatro Dalinin Kadınları.
En 2018 y 2019 interpretó el papel de Ilbilge Hatun en la serie Diriliş Ertuğrul. En 2021 fue elegida para interpretar el papel de Ümit Kahraman / Ayla Özden en la serie emitida en ATV Bir Zamanlar Çukurova y donde actuó junto a actores como Hilal Altınbilek, Murat Ünalmış y Furkan Palalı. En el mismo año interpretó el papel de Oyku en la película Kovala dirigida por Burak Kuka.
En 2022 ocupó el papel de Su Demir en la serie web de BluTV Alef. En el mismo año nterpretó el papel de Sema en la película Müstakbel Damat dirigida por Ilker Ayrik. En 2023 formó parte del elenco de la película Murat Gögebakan - Kalbim Yarali dirigida por Ali Akyildiz, en el papel de Senem. En el mismo año se unió al elenco de la serie emitida en ATV Ateş Kuşları, en el papel de Mercan Ateş.

## Vida personal
Hande Soral está casada con el actor İsmail Demirci desde 2017, con quien tiene un hijo llamado Ali, nacido en 2022.

## Filmografía

### Cine
| Año  | Título                          | Personaje    | Director          |
| ---- | ------------------------------- | ------------ | ----------------- |
| 2014 | Birleşen Gönüller               | Young Cennet | Serkan Şenalp     |
| 2017 | Biz Size Döneriz                | Lale         | Doğa Can Anafarta |
| 2021 | Kovala                          | Oyku         | Burak Kuka        |
| 2022 | Müstakbel Damat                 | Sema         | Ilker Ayrik       |
| 2023 | Murat Gögebakan - Kalbim Yarali | Senem        | Ali Akyildiz      |

### Televisión
| Año       | Título                | Personaje                  | Cadeña  | Cadeña  | Notas                                                |
| --------- | --------------------- | -------------------------- | ------- | ------- | ---------------------------------------------------- |
| 2008-2011 | Küçük Kadınlar        | Armagan "Armi" Gezici      | Kanal D | Star TV | 26 episodios                                         |
| 2010      | Gecekondu             |                            | Star TV | Star TV |                                                      |
| 2011      | Bir Günah Gibi        | Figen                      | ATV     | ATV     |                                                      |
| 2012-2013 | Alev Alev             | Ümran                      | ATV     | ATV     | 16 episodios                                         |
| 2013      | Fatih                 | Gevherhan                  | Kanal D | Kanal D | 5 episodios                                          |
| 2014      | Böyle Bitmesin        | Nilay                      | TRT 1   | TRT 1   | 1 episodio                                           |
| 2014      | Çalıkuşu              | Azelya                     | Kanal D | Kanal D | 11 episodios                                         |
| 2014-2015 | Yılanların Öcü        | Fatma                      | Show TV | Show TV | 49 episodios                                         |
| 2016      | Kalbim Yangın Yeri    | Leyla                      | Fox     | Fox     |                                                      |
| 2017      | Evlat Kokusu          | Zeynep Akbas               | Kanal D | Kanal D | 9 episodios                                          |
| 2017      | İsimsizler            | Handan                     | Kanal D | Kanal D | 14 episodios                                         |
| 2017      | Tahin Pekmez          | Esra                       | Kanal D | Kanal D | Película para televisión dirigida por Taner Akvardar |
| 2018-2019 | Diriliş Ertuğrul      | Ilbilge Hatun              | TRT 1   | TRT 1   | 29 episodios                                         |
| 2021      | Bir Zamanlar Çukurova | Ümit Kahraman / Ayla Özden | ATV     | ATV     | 25 episodios                                         |
| 2023      | Ateş Kuşları          | Mercan Ateş                | ATV     | ATV     | ¿? episodios                                         |

### Web TV
| Año  | Título | Personaje | Plataforma | Notas       |
| ---- | ------ | --------- | ---------- | ----------- |
| 2022 | Alef   | Su Demir  | BluTV      | 8 episodios |

### Cortometrajes
| Año  | Título       | Director      |
| ---- | ------------ | ------------- |
| 2013 | Gizli Oturum | Merve Hüriyet |

## Teatro
| Año  | Título            | Personaje   |
| ---- | ----------------- | ----------- |
| 2018 | Dalinin Kadınları | Frida Kahlo |

## Programas de televisión
| Año  | Título                         | Canal   | Notas       |
| ---- | ------------------------------ | ------- | ----------- |
| 2007 | Komedi Dukkani                 | TV8     | 2 capítulos |
| 2022 | Doğu Demirkol ile Alelade Show | Star TV |             |

## Premios y reconocimientos
| Año  | Premio              | Categoría              | Resultado |
| ---- | ------------------- | ---------------------- | --------- |
| 2020 | Premio Palma de Oro | Mejor actriz de teatro | Nominada  |